# Myrne (osiedle typu miejskiego w obwodzie donieckim)
Myrne (ukr. Мирне) – osiedle typu miejskiego na Ukrainie, w obwodzie doneickim, w rejonie wołnowaskim, siedziba hromady. W 2001 liczyło 2172 mieszkańców, spośród których 395 wskazało jako ojczysty język ukraiński, 1768 rosyjski, 1 białoruski, a 8 inny.